# Shō Kosugi

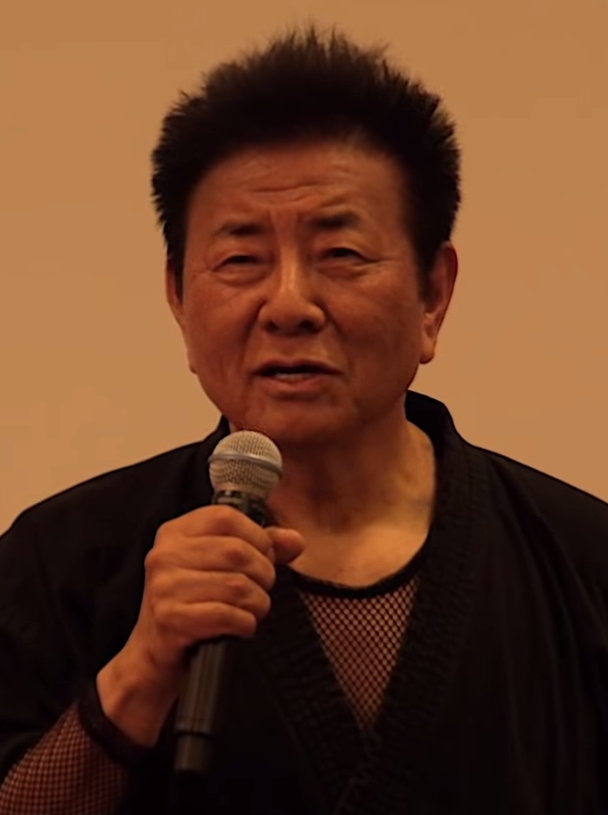
Shō Kosugi, 2018

Shō Kosugi (jap. ショー・コスギ; * 17. Juni 1948 in Minato, Tokio, als Shōichi Kosugi (小杉 正一, Kosugi Shōichi)) ist ein japanischer Schauspieler und war in den 1980er Jahren weltweit als Ninja-Darsteller bekannt.

## Biografie
Im Alter von 5 Jahren begann Kosugi mit seinem Karate- bzw. Kampfkunst-Training. Sho war der einzige Sohn eines Fischers und das jüngste von drei Kindern. Mit 6 Jahren besuchte er eine Schauspielschule in Tokio, die er aber vorzeitig verließ, weil der Lehrer kein Talent in ihm sah.
Kosugi begann gegen den Willen seiner Eltern, immer nach Schulschluss mit einem Nachbarn der Familie Ninjutsu zu trainieren. Nach fünf Jahren des Trainings verschwand plötzlich der Nachbar auf mysteriöse Weise. Sho hörte von ihm nie wieder.
Sho verfolgte sein Kampfsporttraining konsequent weiter. Während seiner Zeit in der Junior High School trainierte er Judo und Kendo, später in der Highschool (wo er auch Baseball spielte) Iaido und Kobudo. Mit 18 Jahren wurde Sho japanischer Karatemeister bei den All Japan Championships. Ein Jahr später fiel er bei einem Examen, das ihm einen Eintritt in das College verschafft hätte, durch. Sho litt deswegen an Depressionen und hatte sogar schon Selbstmordgedanken. Er fasste den Entschluss, in die USA auszuwandern, um dort ein College in Kalifornien zu besuchen. Als er das erste Mal amerikanischen Boden betrat, auf dem Flughafen von Los Angeles, wollte er den Bus nach Little Tokio nehmen, doch weil er der englischen Sprache noch nicht mächtig war, stieg er in den falschen Bus ein und landete stattdessen in einem Ghetto. Dort musste er sich mit einer Gang auseinandersetzen, konnte sich aber aufgrund seiner Kampfkünste durchsetzen. Sho meldete sich bei einem Polizeirevier, wo er den Rest des Tages verbrachte. Solche Erfahrungen, die er gleich am ersten Tag seines USA-Aufenthalts machte, spiegeln sich in seinen Ninja-Filmen wider (Revenge of the Ninja, Pray for Death).
In einer Sprachschule studierte er Englisch und lernte dort seine chinesische Frau Shook kennen, mit der er zwei Söhne hat, Kane und Shane, und eine Tochter namens Ayeesha. Nach der Sprachschule besuchte er das Pasadena City College und wechselte später in die California State University, wo er einen Abschluss in Volkswirtschaft errang. Sho blieb dem Kampfsport treu und trainierte mit dem Kobudo-Meister Fumio Demura. Kosugi nahm in Kampfsport-Turnieren in den USA, Kanada und Mexiko teil. Allein im Jahr 1974 gewann er 663 Trophäen, darunter die Los Angeles Open 1972–1974.
Nun versuchte Sho, auch im Film Fuß zu fassen. Er hatte sogar einen kurzen Auftritt in Der Pate II. Ansonsten wirkte er in zweitklassigen Kampfkunstfilmen mit. Der Durchbruch gelang ihm aber Anfang der 80er Jahre unter der zu diesem Zeitpunkt aufstrebenden Produktionsfirma Cannon Films, welches die B-Actionlandschaft in diesem Jahrzehnt prägte. In deren Ninja-Trilogie (Enter the Ninja, Revenge of the Ninja, Ninja III – The Domination) agierte er als Hauptdarsteller. Diese Filme zählen neben den American-Ninja-Filmen mit Michael Dudikoff, die ebenfalls von Cannon produziert wurden, zu den bedeutendsten Beiträgen des Ninja-Genres. Ein weiterer Ninja-Film von Kosugi war Pray for Death. Dieser Film war allerdings kein Cannon-Film. In einigen Filmen spielten auch Kosugis Söhne mit, wo Kane, damals 8 Jahre, seine Kampfkünste unter Beweis stellen durfte. Weltweit hohen Bekanntheitsgrad erlangte Sho Kosugi mit der Fernsehserie Ninja-Master an der Seite von Lee Van Cleef.
Kosugi gründete eine eigene Firma in Hollywood, das Sho Kosugi Institute, zur Förderung junger Talente. Dort können sie am Unterricht in Schauspielerei, Gymnastik, Kampfkunst und Gesang teilnehmen.

## Filmografie (Auswahl)
- 1981: Ninja, die Killer-Maschine (Enter the Ninja)
- 1983: Die Rückkehr der Ninja (Revenge of the Ninja)
- 1984: Der Ninja-Meister (The Master)
- 1984: Die Herrschaft der Ninja (Ninja III – The Domination)
- 1985: Die 9 Leben der Ninja (Nine Deaths of the Ninja)
- 1985: Die 1000 Augen der Ninja (Pray for Death)
- 1986: Top Fighter (Rage of Honor)
- 1988: Red Eagle (Black Eagle)
- 1989: Blinde Wut (Blind Fury)
- 1992: Shogun Mayeda
- 2009: Ninja Assassin